# Alois Sikora
Alois Sikora (* 28. června 1943 Blankenhain) je český malíř, básník, ilustrátor.

## Život
Žije a tvoří v Hodoníně. Doménou jeho tvorby je olejomalba, která vychází z reflexivní poezie autora. Obrazy představují samostatné příběhy, odehrávající se na scéně přírodního, pohádkového, či venkovského jeviště. Nechybí ani výjevy z prostředí dávných mýtů, nebo světa cirkusové romantiky. Dílo je charakteristické jednotlivými symboly, navádějícími diváka k zamyšlení v prostoru a čase. Při zhlédnutí obrazů se divákovi nic nenutí, jenom slyší jemné oslovení, týkající se jeho nitra. Spolu s oslovením plyne tok energie, který je ostatně vlastní většině autorových obrazů.
Uvidíte tam možná sebe, poklidné modré nebe, nedotknutelnost zrození živých tvorů i majestátnost myšlenky o míru v člověku. Výtvarné práce Aloise Sikory jsou vystavovány po celém světě.

## Tvorba
Alois Sikora je výtvarníkem silně emotivně založeným. Do svého výtvarného projevu zahrnuje širokou škálu technik. Přestože se specializuje na olejomalbu, neméně se věnuje i perokresbě a knižní ilustraci. Když zatouží po vícerozměrné tvorbě, tak bere do ruky dláto a tesá do dřeva. Rovněž kámen neuniká jeho pozornosti a tak často tvoří olejomalbu na kameni. Při této tvorbě respektuje přírodní tvar a linku kamene. Autor vkládá do svých děl během tvorby pozitivní energii, která z nich po jejich dokončení následně vyzařuje. Divákovi pak dává možnost zastavit se v prostoru a čase. Vnímat naplněné ticho, které se kolem něj začne rozprostírat. Chce ho v této hektické době uklidnit. V přítomnosti obrazů Aloise Sikory tedy neztrácíme čas, ale naopak ho získáváme. Tím i potřebnou sílu ke své každodenní činnosti. Před námi se začnou odvíjet lidské příběhy dnů všedních i svátečních. Z obrazů na nás rovněž dýchne humor, který je vlastně onou solí života, za kterou je vydáván. Autor pečlivě svá díla pprostuduje, aby divákovi přispěchal na pomoc, když je mu nevolno. Milé na většině obrazů je to, že svůj názor na svět a na předání energie autor nikomu nenutí. Po jejich zhlédnutí však tyto proudy do nás vstupují přirozeně a zcela nenuceně. Obrazy nás nutí, abychom se k nim stále vraceli, hledali v nich, i sobě tolik potřebnou energii a klid.